# Macropsis viridis
Macropsis viridis är en insektsart som beskrevs av Fitch 1851. Macropsis viridis ingår i släktet Macropsis och familjen dvärgstritar. Inga underarter finns listade i Catalogue of Life.